# 大發工業區空氣污染事件
大發工業區空氣污染事件，是2008年12月發生在台灣高雄縣大寮鄉（今高雄市大寮區）大發工業區的4次空氣污染事件。汙染源被懷疑是工業區內的汙水處理廠。曾經導致當地的潮寮國中與潮寮國小的多名師生集體送醫。

## 空氣污染事件
- 2008年12月1日
- 2008年12月12日
- 2008年12月25日
- 2008年12月29日

## 鄉民訴求
以下的鄉民的公開訴求，未有人主張其訴求的私有版權，應可視為公有領域的資料。
1. 要求污水廠三年內遷廠。尚未遷廠前，設備應該汰新。
2. 委託學術單位，就大發工業區鄰近的會結村、過溪村和潮寮村的村民，進行流行病學調查。
3. 設置公害監督委員會。
4. 在緊鄰工業區的過溪村和潮寮村，廣設紅外線偵測儀。
5. 一年內，完成設置大發工業區空氣監測中心。
6. 潮寮國中與潮寮國小營養午餐免費，一年的營養午餐費約新台幣480萬元。
7. 設置潮寮國中與潮寮國小學童獎學金，每校每年各新台幣30萬元。
8. 成立職病專家，為病重學生診斷醫療。
9. 因為毒氣而住院或就診學生及居民，每人新台幣2萬元慰問金，病重學生每人賠償金新台幣30萬元。
10. 會結村、過溪村和潮寮村的村民，向政府求償國家賠償每人新台幣10萬元。
11. 潮寮村及過溪村巡守隊24小時稽查，應由高雄縣政府和大發工業區管理中心每年補助新台幣60萬元。

## 後續抗爭
- 2009年1月18日，大寮鄉民不滿索賠沒有結論，衝進污水處理廠，砸毀門窗玻璃；高雄縣警察局刑警隊將大寮鄉長等藉端滋事的8人函送法辦。

## 外部連結
- 大發工業區 - 台灣環境資訊協會環境資訊中心（页面存档备份，存于）